# 威廉·科伯恩
威廉·科伯恩（英語：William Cockburn，1902年3月1日—1975年3月21日），加拿大男子冰球运动员，场上位置是守门员。他曾代表加拿大参加1932年冬季奥林匹克运动会冰球比赛，获得一枚金牌。